# Peep Show (serie televisiva)
Peep Show è una sitcom britannica trasmessa dal 19 settembre 2003 al 16 dicembre 2015 su Channel 4, interpretata principalmente da David Mitchell e Robert Webb.
La serie segue le vite di Mark Corrigan (Mitchell) e Jeremy "Jez" Usborne (Webb), due amici disfunzionali e molto diversi che condividono un appartamento a Croydon, nell'area di Londra. Mark è impiegato presso un'azienda di credito, ha grosse difficoltà nei rapporti sociali e nelle relazioni affettive, ed è estremamente cinico e insoddisfatto, mentre Jeremy è un fannullone irresponsabile e infantile, sedicente musicista ma privo di talento e di successo. L'amicizia dei due è iniziata quando entrambi erano studenti presso la fittizia Dartmouth University.
Gli elementi stilistici che caratterizzano Peep Show sono l'utilizzo esclusivo di inquadrature soggettive, e la narrazione dei pensieri dei protagonisti tramite voci fuori campo. In questo modo, lo spettatore si trova di fronte all'esperienza interiore dei due protagonisti.
Sebbene non abbia mai raggiunto un pubblico larghissimo, la serie è stata acclamata dalla critica, ed è diventata un cult.
Nel settembre 2013, Channel 4 annunciò che la nona stagione sarebbe stata l'ultima. La serie è stata trasmessa sottotitolata in italiano su Comedy Central dal 4 agosto 2007.

## Episodi
| Stagione         | Episodi | Prima TV UK | Prima TV Italia |
| ---------------- | ------- | ----------- | --------------- |
| Prima stagione   | 6       | 2003        | 2007            |
| Seconda stagione | 6       | 2004        |                 |
| Terza stagione   | 6       | 2005        |                 |
| Quarta stagione  | 6       | 2007        |                 |
| Quinta stagione  | 6       | 2008        |                 |
| Sesta stagione   | 6       | 2009        |                 |
| Settima stagione | 6       | 2010        |                 |
| Ottava stagione  | 6       | 2012        |                 |
| Nona stagione    | 6       | 2015        |                 |

## Personaggi e interpreti
- Mark Corrigan (stagioni 1-9), interpretato da David Mitchell
- Jeremy "Jez" Usborne (stagioni 1-9), interpretato da Robert Webb
- Super Hans (stagioni 1-9), interpretato da Matt King
- Sophie Chapman (stagioni 1-7; 9), interpretata da Olivia Colman
- Alan Johnson (stagioni 1-9), interpretato da Paterson Joseph
- Dobby (stagioni 5-9), interpretata da Isy Suttie
- Big Suze (stagioni 3-7), interpretata da Sophie Winkleman

### Ricorrenti
- April Danecroft (stagioni 2; 9), interpretata da Catherine Shepherd
- Gerrard Matthew (stagioni 4-8), interpretato da Jim Howick
- Gail Huggins (stagioni 6-8), interpretata da Emily Bruni
- Simon (stagioni 7-8), interpretato da Mathew Baynton
- Ian Chapman (stagioni 4-7), interpretato da Paul Clayton
- Zahra (stagione 7), interpretata da Camilla Marie Beeput
- Elena (stagione 6), interpretata da Vera Filatova
- Nancy (stagioni 2; 4), interpretata da Rachel Blanchard
- Toni (stagioni 1-2), interpretata da Elizabeth Marmur
- Robert Grayson (stagione 8), interpretato da Dan Tetsell
- Cally (stagione 5), interpretata da Niky Wardley
- Sarah Corrigan (stagioni 3; 6-8), interpretata da Eliza L. Bennett
- Megan (stagione 9), interpretata da Cariad Lloyd
- Joe (stagione 9), interpretato da Bart Edwards

## Accoglienza

### Critica
La serie venne acclamata dalla critica e attualmente è considerata una serie cult.
Peep Show vinse i titoli come "The Best Returning British TV Sitcom 2007" e "Comedy of the Year 2008".
Il quotidiano The Guardian la descrisse come "la migliore commedia del decennio". Ricky Gervais è stato citato per aver detto "l'ultima cosa che mi ha davvero entusiasmato nella TV britannica è stato Peep Show, che ho pensato fosse la migliore sitcom da Father Ted". Ai British Comedy Awards 2005, Gervais lo definì "il miglior spettacolo in televisione oggi" e disse che per lui fosse una "debacle" il fatto di non aver visto un premio.

### Ascolti
Nonostante il plauso della critica, Peep Show non ha mai raccolto cifre di ascolto costantemente alte. All'inizio del 2006 si diceva che lo spettacolo non sarebbe stato commissionato per una quarta stagione a causa di ascolti bassi di oltre un milione di spettatori. Tuttavia, a causa delle grandi entrate in DVD della serie precedente, venne rinnovata per una quarta stagione. La première della quarta stagione non ha mostrato alcun miglioramento rispetto al precedente, continuando ad attirare il suo pubblico principale di 1,3 milioni (l'8% dei telespettatori). Nonostante le basse percentuali di visualizzazione, la quinta stagione venne annunciata prima dell'inizio della quarta. La decisione di Channel 4 di commissionare lo spettacolo per una quinta stagione è stata detta per una serie di motivi, tra cui ancora una volta le vendite di DVD della serie precedente (400.000 ad oggi), l'alta qualità continua dello spettacolo stesso e il profilo in ascesa di Mitchell e Webb dovuto al successo nella serie della BBC, That Mitchell e Webb Look, le loro pubblicità per Apple e il loro film Magicians. La quinta serie non ha mostrato miglioramenti con 1,1 milioni di spettatori.
Il primo episodio della stagione 6, attirò i massimi ascolti fino ad oggi, con 1,8 milioni si telespettatori (9,2% di share), con altri 208.000 (1,8%) su Channel 4 +1.

## Premi
- 2004 - Festival della Rosa d'oro per la "miglior sitcom europea"[19]
- 2006 - British Comedy Awards come "miglior commedia televisiva"[20]
- 2007, 2009, 2010 - Comedy.co.uk Awards per il  "miglior ritorno della sitcom televisiva britannica"[8][21][22] Nel 2008 è stato votata "commedia dell'anno"[9]
- Ha vinto lo stesso premio nel 2007 e Mitchell ha anche vinto il premio come miglior attore televisivo nella stessa cerimonia[23]
- Mitchell e Webb hanno entrambi vinto il premio "Comedy Performance" nel 2007 nei Royal Television Society Awards[24]
- La quarta stagione vinse il BAFTA come "miglior sitcom" nel 2008[25]
- Nel 2009, Bain e Armstrong hanno vinto il premio della Royal Television Society per la "miglior sceneggiatura per una serie commedia"[26]
- Sempre nel 2009, Mitchell vinse il BAFTA per la "miglior performance comica".[27]